# Geoscapheus crenulatus
Geoscapheus crenulatus är en kackerlacksart som först beskrevs av Shaw 1925.  Geoscapheus crenulatus ingår i släktet Geoscapheus och familjen jättekackerlackor.

## Underarter
Arten delas in i följande underarter:
- G. c. crenulatus
- G. c. fraserensis